# Chiesa di San Giovanni (Prato allo Stelvio)
La chiesa di San Giovanni (in tedesco St.-Johann-Kirche) a Prato allo Stelvio è una chiesa situata nelle vicinanze dell'abitato.
Al suo interno sono ancora visibili affreschi romanici e gotici della fine del XIII secolo.